# ソユーズTM-8
ソユーズTM-8は、ロシアの宇宙ステーションミールへの8度目の往来である。

## 乗組員
- アレクサンドル・ビクトレンコ(2)
- アレクサンドル・セレブロフ(3)

## ミッションハイライト
ソユーズ-U2ロケットの機体には広告が印刷された。ミールから4mまで近づいてドッキングの最終段階に入ったところで、クルス自動ドッキングシステムが故障したため、一旦20mまで離し、ヴィクトレンコが手動でドッキングを行なった。ミールにドッキングしたまま166日間を過ごした。
1989年9月29日、ミールに接続する初めての20トン級のモジュールであるクバント2に備えるため、新しい装置が導入された。9月30日、強烈な太陽フレアが発生し、宇宙飛行士は最大許容量の何倍もの放射線を浴びたと推定されたが、実際は通常2週間の飛行で浴びる程度の放射線を受けただけだった。
10月10日、コンピュータチップの問題により、ミールの2番目のモジュールの打ち上げが10月16日の予定から少なくとも40日間以上延期されることが発表された。ヴィクトレンコとセレブロフは、既存のモジュールを検査、補修しなければならなくなり、スケジュールが大幅に変更された。